# Rákóczi Ferenc (műsorvezető)
Rákóczi Ferenc (Orosháza, 1970. május 11. –) magyar műsorvezető, médiaszemélyiség, a magyar George Clooney.

## Magánélete
Édesapja a Gyulai Húskombinátban dolgozott, egy nővére van. Az általános iskolában hat évig harsonán tanult játszani. Diplomáját a Szegedi Tudományegyetem művelődésszervező-média szakán szerezte.
Élettársa Vajda Judith, két gyermekük született, Panna (2008) és Soma (2010).
Szabadidejében kerékpározik, búvárkodik, szeret főzni, hobbija a gasztronómia.
A Danubius Rádió műsorvezetőiből alakult Best of zenekar szólógitárosa.

## Szakmai karrierje
Az egyetem után egy évig képesítés nélküli tanárként helyezkedett el Újkígyóson, majd a Szegedi Városi Tanács temetkezési részlegénél dolgozott, ahol a halotti kórus tagja volt. Később a békéscsabai kábeltévénél dolgozott technikusként.
A békéscsabai Start Rádiónál, az ideiglenes frekvencián működő helyi adó munkatársaként kezdett rádiózni.
Később a Rádió Bridge-nél kapott műsorvezetői állást, ezért Budapestre költözött.
2000 januárjától a Danubius Rádió műsorvezetőjeként dolgozott, Vágó Pirossal és Lovász Lászlóval a hétköznap reggelenként jelentkező Danubius Csili házigazdája volt.
2009. január 5-től a rádióadó megszűnéséig Sebestyén Balázs és Vadon Jani mellett a Danubius Pirítós egyik házigazdája. Később a Class FM-en Morning Show néven, 2016 decemberétől a Rádió 1-en Balázsék néven készítik a hétköznap reggelenként 6-tól 10-ig hallható reggeli műsort.
2010-től a TV2-n futó Ezek megőrültek című kvízműsort vezette,
de többek között ő vezette A 40 milliós játszma című show-műsort is
és meghívást kapott a Sztárban sztár +1 kicsi zsűrijébe is.
2011-ben Tóth Vera amatőr párjaként versenyzőként szerepelt a TV2 A nagy duett című show-műsorának első évadában.

## Műsorai
- A 40 milliós játszma (2010–2013) műsorvezető
- A Nagy Duett (2011) versenyző
- A milliomos szakács (2015) műsorvezető
- Troll a konyhában (2022–) műsorvezető
- Összezárva Hajdú Péterrel (2022) vendég
- Mutasd a hangod! (2023–2024) zsűritag
- Adom a napom (2024) vendég